# Mendes (Géorgie)
 (avril 2025).
Mendes est une census-designated place située dans le comté de Tattnall, dans l’État de Géorgie, aux États-Unis. Lors du recensement de 2020, elle comptait 124 habitants.